# Гродзиський повіт (Великопольське воєводство)
Гродзиський повіт (пол. powiat grodziski) — один з 31 земських повітів Великопольського воєводства Польщі. Утворений 1 січня 1999 року в результаті адміністративної реформи.

## Загальні дані
Повіт знаходиться у західній частині воєводства. Адміністративний центр — місто Гродзиськ-Великопольський. Станом на 1.01.2008 населення становить 49 490 осіб, площа 641,87 км².

## Демографія
Демографічні дані повіту станом на 30.06.2005:
|       | Всього | Всього | Жінки  | Жінки | Чоловіки | Чоловіки |
| ----- | ------ | ------ | ------ | ----- | -------- | -------- |
|       | осіб   | %      | осіб   | %     | осіб     | %        |
| Повіт | 49 255 | 100    | 24 749 | 50,2  | 24 506   | 49,8     |
| Міста | 18 664 | 100    | 9528   | 51,1  | 9136     | 48,9     |
| Села  | 30 591 | 100    | 15 221 | 49,8  | 15 370   | 50,2     |